# Liste entomologischer Gesellschaften
Dies ist eine Liste entomologischer Gesellschaften:
- Deutsche Gesellschaft für allgemeine und angewandte Entomologie
- Deutsche Entomologische Gesellschaft
- Société entomologique de France
- Italienische Entomologische Gesellschaft
- Münchner Entomologische Gesellschaft
- Österreichische Entomologische Gesellschaft
- Russische Entomologische Gesellschaft
- Schweizerische Entomologische Gesellschaft